# 谢雷
谢雷，安徽阜阳人，是一名中國散打運動員。

## 个人简介
姓名：谢雷
性别：男
籍贯：安徽省阜阳市阜南县王堰镇永店村
身高：174cm
级别：67公斤
所属：辽宁创新搏击俱乐部
流派：散打
WCK MuayThai 洲际金腰带
武林风马来西亚WLF亚洲区4人战冠军